# Japalura
Japalura es un género de lagartos pertenecientes a la familia Agamidae.

## Clasificación
Género Japalura
- Japalura andersoniana
- Japalura brevipes
- Japalura chapaensis
- Japalura dymondi
- Japalura fasciata
- Japalura flaviceps
- Japalura grahami
- Japalura hamptoni
- Japalura kaulbacki
- Japalura kumaonensis
- Japalura luei
- Japalura major
- Japalura makii
- Japalura micangshanensis
- Japalura mictophola[1]
- Japalura planidorsata
- Japalura polygonata
- Japalura sagittifera
- Japalura splendida
- Japalura swinhonis
- Japalura tricarinata
- Japalura varcoae
- Japalura variegata
- Japalura yunnanensis